# 富萊德港實驗室

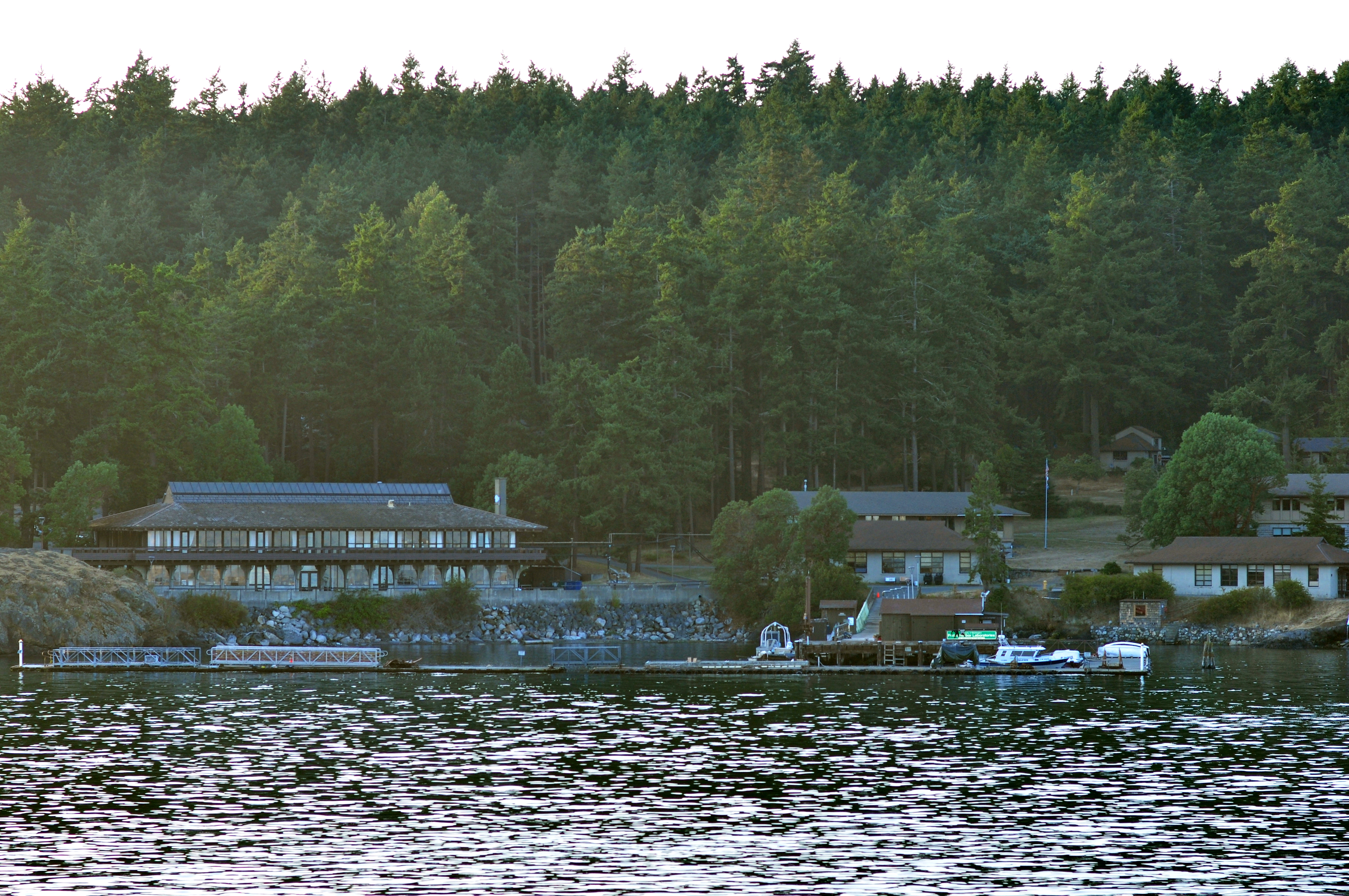
富萊德港實驗室

富萊德港實驗室（英語：Friday Harbor Laboratories，簡稱FHL）是華盛頓大學的海洋生物學工作站，位在美國華盛頓州聖胡安島的富萊德港。此實驗室建立於1904年，創始人是華盛頓大學動物學的教授特雷弗·金凱德，他也成為第一任所長。

## 教學
富萊德港實驗室的暑期課程招收世界各地的高水準海洋生物學研究生，相當知名。春季和秋季班的課程適合研究生和進階大學生，十週，課程內容包括獨立研究。

## 研究
除了教育學生，富萊德港實驗室也有一組常駐研究人員，並全年提供實驗室、圖書館、以及宿舍給訪問學者和其家人。研究主題包括海帶、海洋保育、無脊椎動物學、古生物學實驗和實地研究、魚類形態功能及生態學等等

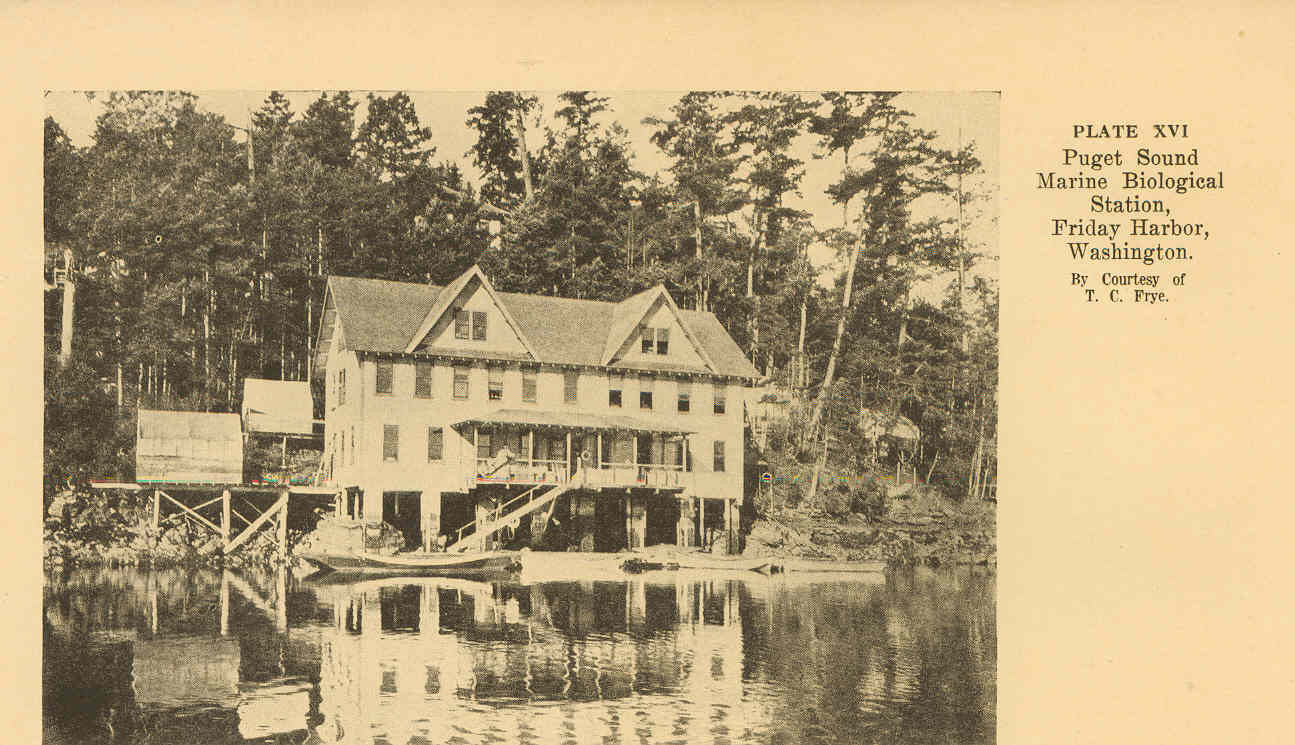
1915年富萊德港實驗室成立之初，稱為普吉特海灣海洋生物學工作站

2004年，曾在此待過許多個暑期的動物學者派翠西亞·路易絲·杜德利建立了一筆獎學金來支持研究系統分類學、海洋生物結構、以及海洋無脊動物生態，希望研究可以在生物的演化關係上有所貢獻。他並要求受資助者要多花時間在富萊德港實驗室。
2015 年富萊德港實驗室取得一台斷層掃描機，試圖掃描每一種魚類的骨骼，並將結果開放給公眾使用。

## 外部連結
- 官方网站
- 一百年歷史時間線（页面存档备份，存于）
- 所有魚類的骨骼掃描結果 （页面存档备份，存于）